# Olympische Sommerspiele 1980/Teilnehmer (Madagaskar)
| Gelbes Symbol für Goldmedaillen mit stilisierten Olympischen Ringen | Graues Symbol für Silbermedaillen mit stilisierten Olympischen Ringen | Braundes Symbol für Bronzemedaillen mit stilisierten Olympischen Ringen |
| ------------------------------------------------------------------- | --------------------------------------------------------------------- | ----------------------------------------------------------------------- |
| —                                                                   | —                                                                     | —                                                                       |

Madagaskar nahm an den Olympischen Sommerspielen 1980 in Moskau mit einer Delegation von elf Athleten teil. Bei der vierten Teilnahme Madagaskars an Olympischen Sommerspielen nahmen erstmals auch drei Frauen teil.

## Teilnehmer nach Sportarten

### Boxen
| Athleten             | Wettbewerb        | 1. Runde       | 1. Runde            | Achtelfinale        | Achtelfinale     | Viertelfinale | Viertelfinale | Halbfinale    | Halbfinale    | Finale        | Finale        | Rang |
| Athleten             | Wettbewerb        | Gegner         | Ergebnis            | Gegner              | Ergebnis         | Gegner        | Ergebnis      | Gegner        | Ergebnis      | Gegner        | Ergebnis      | Rang |
| -------------------- | ----------------- | -------------- | ------------------- | ------------------- | ---------------- | ------------- | ------------- | ------------- | ------------- | ------------- | ------------- | ---- |
| Herren               |                   |                |                     |                     |                  |               |               |               |               |               |               |      |
| Sylvain Rajefiarison | Halbleichtgewicht | Imre Csjef     | K.O.-Sieg           | John Mugabi         | K.O.-Niederlage  | ausgeschieden | ausgeschieden | ausgeschieden | ausgeschieden | ausgeschieden | ausgeschieden | 17   |
| Paul Rasamimanana    | Leichtgewicht     | Jesper Garnell | 1:5 Punktniederlage | ausgeschieden       | ausgeschieden    | ausgeschieden | ausgeschieden | ausgeschieden | ausgeschieden | ausgeschieden | ausgeschieden | 9    |
| Anicet Sambo         | Federgewicht      | Freilos        | Freilos             | Barthelémy Adoukonu | Disqualifikation | ausgeschieden | ausgeschieden | ausgeschieden | ausgeschieden | ausgeschieden | ausgeschieden | 17   |

### Judo
| Athleten              | Wettbewerb         | 1. Runde   | 1. Runde                    | Achtelfinale  | Achtelfinale  | Viertelfinale | Viertelfinale | Hoffnungsrunde 1. Runde | Hoffnungsrunde 1. Runde | Halbfinale    | Halbfinale    | Hoffnungsrunde Finale | Hoffnungsrunde Finale | Finale        | Finale        | Rang |
| Athleten              | Wettbewerb         | Gegner     | Ergebnis                    | Gegner        | Ergebnis      | Gegner        | Ergebnis      | Gegner                  | Ergebnis                | Gegner        | Ergebnis      | Gegner                | Ergebnis              | Gegner        | Ergebnis      | Rang |
| --------------------- | ------------------ | ---------- | --------------------------- | ------------- | ------------- | ------------- | ------------- | ----------------------- | ----------------------- | ------------- | ------------- | --------------------- | --------------------- | ------------- | ------------- | ---- |
| Frauen                |                    |            |                             |               |               |               |               |                         |                         |               |               |                       |                       |               |               |      |
| Mamodali Ashikhoussen | Extraleichtgewicht | Niederlage | keine Kampfdaten erhältlich | ausgeschieden | ausgeschieden | ausgeschieden | ausgeschieden | ausgeschieden           | ausgeschieden           | ausgeschieden | ausgeschieden | ausgeschieden         | ausgeschieden         | ausgeschieden | ausgeschieden | 19   |
| Sylvain Rabary        | Halbleichtgewicht  | Niederlage | keine Kampfdaten erhältlich | ausgeschieden | ausgeschieden | ausgeschieden | ausgeschieden | ausgeschieden           | ausgeschieden           | ausgeschieden | ausgeschieden | ausgeschieden         | ausgeschieden         | ausgeschieden | ausgeschieden | 13   |

### Leichtathletik
Laufen und Gehen 
| Athleten               | Wettbewerb | Vorlauf     | Vorlauf   | Viertelfinale | Viertelfinale | Halbfinale    | Halbfinale    | Finale        | Finale        | Rang |
| Athleten               | Wettbewerb | Zeit        | Rang      | Zeit          | Rang          | Zeit          | Rang          | Zeit          | Rang          | Rang |
| ---------------------- | ---------- | ----------- | --------- | ------------- | ------------- | ------------- | ------------- | ------------- | ------------- | ---- |
| Herren                 |            |             |           |               |               |               |               |               |               |      |
| Tisbite Rakotoarisoa   | 800 m      | 1:50,5 min  | 6         | ausgeschieden | ausgeschieden | ausgeschieden | ausgeschieden | ausgeschieden | ausgeschieden | -    |
| Tisbite Rakotoarisoa   | 1500 m     | 3:55,9 min  | 9         | ausgeschieden | ausgeschieden | ausgeschieden | ausgeschieden | ausgeschieden | ausgeschieden | -    |
| Jules Randrianarivelo  | 10.000 m   | 31:18,4 min | 11        | ausgeschieden | ausgeschieden | ausgeschieden | ausgeschieden | ausgeschieden | ausgeschieden | -    |
| Jules Randrianarivelo  | Marathon   | 2:19:23 h   | 2:19:23 h | 2:19:23 h     | 2:19:23 h     | 2:19:23 h     | 2:19:23 h     | 2:19:23 h     | 2:19:23 h     | 25   |
| Damen                  |            |             |           |               |               |               |               |               |               |      |
| Albertine Rahéliarisoa | 800 m      | 2:11,67 min | 6         | ausgeschieden | ausgeschieden | ausgeschieden | ausgeschieden | ausgeschieden | ausgeschieden | -    |
| Albertine Rahéliarisoa | 1500 m     | 4:30,72 min | 12        | ausgeschieden | ausgeschieden | ausgeschieden | ausgeschieden | ausgeschieden | ausgeschieden | -    |

### Schwimmen
| Athleten           | Wettbewerb          | Vorlauf     | Vorlauf | Halbfinale    | Halbfinale    | Finale        | Finale        | Rang |
| Athleten           | Wettbewerb          | Zeit        | Rang    | Zeit          | Rang          | Zeit          | Rang          | Rang |
| ------------------ | ------------------- | ----------- | ------- | ------------- | ------------- | ------------- | ------------- | ---- |
| Herren             |                     |             |         |               |               |               |               |      |
| Zoë Andrianifaha   | 100 m Freistil      | 1:04,92 min | 8       | ausgeschieden | ausgeschieden | ausgeschieden | ausgeschieden | -    |
| Zoë Andrianifaha   | 100 m Brust         | 1:21,42 min | 6       | ausgeschieden | ausgeschieden | ausgeschieden | ausgeschieden | -    |
| Zoë Andrianifaha   | 100 m Schmetterling | 1:14,72 min | 7       | ausgeschieden | ausgeschieden | ausgeschieden | ausgeschieden | -    |
| Herren             |                     |             |         |               |               |               |               |      |
| Nicole Rajoharison | 100 m Brust         | 1:24,83 min | 6       | ausgeschieden | ausgeschieden | ausgeschieden | ausgeschieden | -    |
| Nicole Rajoharison | 200 m Brust         | 3:12,40 min | 6       | ausgeschieden | ausgeschieden | ausgeschieden | ausgeschieden | -    |
| Bako Ratsifa       | 100 m Freistil      | 1:07,21 min | 6       | ausgeschieden | ausgeschieden | ausgeschieden | ausgeschieden | -    |
| Bako Ratsifa       | 100 m Schmetterling | 1:09,43 min | 6       | ausgeschieden | ausgeschieden | ausgeschieden | ausgeschieden | -    |

## Weblink
- Olympiamannschaft Madagaskars 1980 in der Datenbank von Sports-Reference (englisch; archiviert vom Original)